# Olive Tell
Olive Tell (27 de septiembre de 1894 – 6 de junio de 1951) fue una actriz teatral y cinematográfica estadounidense. 

## Biografía
Nacida en Nueva York, Estados Unidos, en 1915 se graduó en la American Academy of Dramatic Arts. Junto a su hermana, la también actriz Alma Tell, trabajó en el teatro en el circuito de Broadway hacia el año 1918. Su debut teatral neoyorquino llegó con el drama Husband and Wife. 
Aunque al principio prefería el trabajo teatral al cinematográfico, finalmente debutó en el cine en los años de la Primera Guerra Mundial. Sus primeros papeles llegaron en filmes mudos como la comedia dirigida por Sidney Olcott The Silent Master (1917), The Unforeseen (1917), Her Sister (1917), y National Red Cross Pageant (1917). A lo largo de su carrera Tell actuó junto a populares actores de la época como Donald Gallaher, Karl Dane, Ann Little, Rod La Rocque, Ethel Barrymore y una joven Tallulah Bankhead.
Sus últimas películas llegaron a finales de los años 1930, actuando en In His Steps (1936), Polo Joe (1936, con Joe E. Brown, Easy To Take (1936) y Under Southern Stars (1937). Su última actuación se produjo en la película dirigida por George Cukor Zaza (1939), protagonizada por Claudette Colbert. 
Olive Tell falleció en el Hospital Bellevue de Nueva York en 1951. Tenía 56 años de edad.
Eb 1926 se había casado con el productor de First National Pictures Henry M. Hobart. Su primer marido había muerto durante la Primera Guerra Mundial. 

## Selección de su filmografía
- National Red Cross Pageant (1917)
- To Hell with the Kaiser! (1918)
- Secret Strings (1918)
- The Trap (1919)
- Clothes (1920)
- Chickie (1925)
- Womanhandled (1925)
- Summer Bachelors (1926)
- Prince of Tempters (1926)
- Slaves of Beauty (1927)
- The Trial of Mary Dugan (1929)
- Hearts in Exile (1929)
- The Very Idea (1929)
- Ten Cents a Dance (1931)
- Woman Hungry (1931)
- Ladies' Man (1931)
- Devotion (1931)
- Delicious (1931)
- The Witching Hour (1934)
- Capricho imperial (1934)
- Baby Take a Bow (1934)
- Four Hours to Kill! (1935)
- Shanghai (1935)
- Zaza (1939)